# ドリュー・シーリー
ドリュー・シーリー (Andrew Michael Edgar "Drew" Seeley, 1982年4月30日 - ) は、カナダ、トロント出身の俳優、歌手、ダンサー、およびシンガーソングライターである。おもに、アメリカ合衆国で活躍している。

## キャリア
ディズニー映画やテレビ番組などに出演。ディズニー映画のハイスクール・ミュージカルでザック・エフロン（トロイ）の"歌声"を担当。「Getcha Head」は彼が作詞作曲を勤めた。(ハイスクールミュージカルのライブでは、トロイ役として出ている)
映画「シンデレラーストーリー2　ドリームダンサー」では、ジョーイ・パーカーとして、セレーナ・ゴメスと共演。
CDにおいては、ディズニーマニア、ディズニーホリデイなどディズニースターとしても活躍中である。
他には、ニューヨークにあるブロードウェイ・ミュージカルで”リトル・マーメイド”のエリック王子を演じた。(2009年8月30日まで)

## 主な出演

### 映画
- 2008年 「シンデレラストーリー2　ドリームダンサー」ジョーイパーカー 役
- 2009年 「I kiss a vampire」トレイ 役
- 2010年 「1年生の父」ジョン 役

### 舞台
- 2015年「The O.C.」ルーク 役[2]